# Захаркино (Торжокский район)
Захаркино — деревня в Торжокском районе Тверской области России. Входит в состав Сукромленского сельского поселения.

## География
Деревня находится в центральной части региона, в зоне хвойно-широколиственных лесов, в пределах восточной оконечности Валдайской возвышенности

### Климат
Климат характеризуется как умеренно континентальный, влажный, с морозной зимой и умеренно тёплым летом. Среднегодовая температура воздуха — 3,9 °C. Средняя температура воздуха самого холодного месяца (января) — −10,2 °C (абсолютный минимум — −48 °C); самого тёплого месяца (июля) — 16,9 °C (абсолютный максимум — 35 °C). Вегетационный период длится около 169 дней. Годовое количество атмосферных осадков составляет около 575—600 мм, из которых большая часть выпадает в тёплый период. Снежный покров держится в течение 135 −140 дней. Среднегодовая скорость ветра варьирует в пределах от 3,1 до 4,1 м/с.

## История
На карте Мёнде Тверской губернии деревня Захаркина Сукромленской волости Новоторжского уезда имеет 21 двор.
По состоянию на 12 июля 1929 года деревня была центром Захаркинского сельсовета Новоторжского района.
До 2005 года входила в Сукромленский сельский округ.

## Население
По данным 2008 года в деревне проживало 8 жителей.
| 2010 |
| ---- |
| 9    |

## Инфраструктура
Личное подсобное хозяйство.

## Транспорт
Просёлочные дороги.